# Raymond Vahan Damadian
Raymond Vahan Damadian, arménsky Ռեյմոնդ Վահան Դամադյան (16. března 1936, New York – 3. srpna 2022) byl americký matematik, lékař a vynálezce arménského původu považovaný za vynálezce magnetické rezonance.
Vystudoval matematiku na University of Wisconsin–Madison (bakalářský stupeň) a Albert Einstein College of Medicine v New Yorku (magisterský stupeň). Roku 1972 navrhl nukleární magnetickou rezonanci, založenou na principu rozdílných magnetických vlastností atomových jader prvků, jako tomografickou zobrazovací metodu. Zařízení na tomto principu později vyvinul Paul Christian Lauterbur, roku 1976 pak Peter Mansfield poprvé přístroj užil při vyšetření člověka. Mansfield a Lauterbur byli v roce 2003 oceněni Nobelovou cenou za fyziologii a medicínu, Damadian byl naopak opomenut, což vzbudilo široké diskuse.
Damadian byl znám též jako kreacionista. Ovládal rovněž hru na housle, kterou studoval osm let na Juilliard School.